# Mercœur (Górna Loara)
Mercoeur – miejscowość i gmina we Francji, w regionie Owernia-Rodan-Alpy, w departamencie Górna Loara.
Według danych na rok 1990 gminę zamieszkiwało 175 osób, a gęstość zaludnienia wynosiła 6 osób/km² (wśród 1310 gmin Owernii Mercoeur plasuje się na 673. miejscu pod względem liczby ludności, natomiast pod względem powierzchni na miejscu 229.).